# Boulevard Camille-Flammarion
Le boulevard Camille-Flammarion est une voie marseillaise située dans les 1er et 4e arrondissements de Marseille.

## Situation et accès
Ce boulevard vient en prolongement du boulevard Voltaire et démarre au niveau du tunnel du boulevard National. Dans sa première partie il longe les terrains de la gare de Marseille-Saint-Charles. Cette artère principale du quartier éponyme dessert de nombreux commerces et immeubles résidentiels. Place Leverrier il entre dans le 4e arrondissement. Il se termine dans le quartier des Chutes-Lavie, à l’intersection avec le boulevard Isidore-Dagnan et la traverse du Siphon, après avoir longé par l’ouest le square des Chutes-Lavie depuis le rond-point avec l’avenue éponyme et la rue Jeanne-Jugan.

## Origine du nom
Le boulevard doit son nom à Camille Flammarion (1842-1925), écrivain et astronome français.

## Historique
Il est classé dans la voirie de Marseille le 28 novembre 1858 et prend sa dénomination actuelle par délibération du conseil municipal de Marseille en date du 6 juillet 1926. Il s'est d'abord nommé « chemin de Gabiers » en référence au lieu où se trouvaient des aires de foulage de blé et de raisin au XVIIIe siècle puis « boulevard Saint-Charles » car il conduisait à la chapelle Saint-Charles Borromée alors située au sud du quartier de la Belle-de-Mai.

## Bâtiments remarquables et lieux de mémoire
- Au no 45, l'ancien pensionnat Sainte-Marie tenu par la congrégation des Frères de la doctrine chrétienne, devenu  lycée Saint-Charles (dont l'entrée est maintenant rue Guy-Fabre).
- Au no 6 de la place Leverrier, l’école élémentaire publique Leverrier.
- Au no 97 le siège de la police scientifique de Marseille, sur l'ancien site du siège de la société Thé Éléphant.